# スーパーチャンピオンシップ
スーパーチャンピオンシップとはかつて日本の特別区競馬組合が大井競馬場のダート2000mで施行していた地方競馬の重賞（G2）競走である。
1996年に中央・地方全国指定交流競走「スーパーダートダービー」（南関東G1）として創設され、ユニコーンステークス（当時は秋季に開催）とダービーグランプリと合わせて「4歳ダート三冠シリーズ」を形成した。翌年の1997年にダートグレード競走が発足すると、統一GIIに格付けされた。
しかし、1999年に競走体系を改めて見直して夏季に統一GI（南関東G1）「ジャパンダートダービー（現・ジャパンダートクラシック）」を新設したため、本競走は統一グレードから撤退した上で規模を南関東交流戦の「スーパーチャンピオンシップ」（南関東G2 回次はスーパーダートダービーから継承）に縮小。2001年で廃止された。
出走条件はサラ系3歳（旧4歳）の地方南関東所属の競走馬（廃止時の条件）。

## 歴史
- 1996年 - 大井競馬場のダート2000mの中央・地方全国指定交流競走「スーパーダートダービー」として創設。競走格は南関東G1。
- 1997年 - 統一グレード競走に認定される。競走格は統一GII。
- 1999年
  - ダートグレード競走から撤退し南関東重賞競走に変更、競走格はG2。
  - 名称をスーパーチャンピオンシップに変更。
- 2001年 - この年をもって廃止。

### 歴代優勝馬
| 回数  | 施行日         | 優勝馬             | 性齢 | 所属 | タイム | 優勝騎手 | 管理調教師 | 馬主               |
| ----- | -------------- | ------------------ | ---- | ---- | ------ | -------- | ---------- | ------------------ |
| 第1回 | 1996年11月1日  | サンライフテイオー | 牡3  | 大井 | 2:05.8 | 高橋三郎 | 三坂博     | 松居豊子           |
| 第2回 | 1997年11月20日 | メイショウモトナリ | 牡3  | JRA  | 2:06.3 | 安田康彦 | 安田伊佐夫 | 松本好雄           |
| 第3回 | 1998年10月30日 | ウイングアロー     | 牡3  | JRA  | 2:05.1 | 南井克巳 | 工藤嘉見   | 池田實             |
| 第4回 | 1999年10月13日 | イチコウタマユキ   | 牡3  | 大井 | 2:07.9 | 桑島孝春 | 矢作和人   | 市川弘             |
| 第5回 | 2000年10月17日 | イエローパワー     | 牡3  | 大井 | 2:06.4 | 桑島孝春 | 高橋三郎   | 大志総合企画（株） |
| 第6回 | 2001年10月9日  | ナミ               | 牝3  | 大井 | 2:07.8 | 的場文男 | 蛯名末五郎 | 中田和宏           |